# Simulium koidzumii
Simulium koidzumii es una especie de insecto del género Simulium, familia Simuliidae, orden Diptera.
Fue descrita científicamente por Tashasi, 1940.